# Bradics Jácint
Bradics Jácint (Pécs, 2004. július 27. –) magyar énekes, zenész.

## Pályafutása
A 20 éves lírai tenor számos sikeres feldolgozást készített a videómegosztóra. Az énekes rendkívüli kvalitására és komoly hangterjedelmére sokan felfigyeltek, így talált rá a Strong Record Hanglemezkiadó és zenei management producere, Tilinger Attila, akivel 2023-ban  elkezdtek közösen dolgozni. Az első dal 2023 novemberében készült el "Miért félnék álmodni" címmel, amellyel bejutott az MTVA [A Dal (2024)|A Dal 2024] című dalválasztó verseny legjobb 60 produkciója közé. 2024 február 2-án a Duna Televízióban bejelentette a zsűri az élőshow-ba bejutott legjobb 40 produkciót, amelyek között Bradics Jácint és versenydala is szerepelt. Az énekes életének fontos mérföldköve volt ez a pillanat, különösen azután, hogy már gyermekkorában megállapították az orvosok, hogy sosem lehet énekes belőle. Bradics minderre rácáfolt, és 2024 február közepétől az új dalát már a Petőfi Rádió is játssza. Bradics Jácint A Dal 2024 harmadik válogatójában február 24-én 45 pontot kapott a megszerezhető 50-ből, így simán jutott az elődöntőbe, ahol a nézők szavazataival menetelt tovább a március 23-i döntőbe, ahol a versenydalát a Magyar Rádió Szimfonikus Zenekara kísérte. 2024 májusában mutatta be legújabb dalait akusztikus verzióban élő stúdiókoncert keretén belül a Petőfi Rádióban, majd ezt követően június 2-án megjelent a "Te és én", valamint a "Telihold" című dal, utóbbi a szerzők között jegyzi a kitűnő dalszerző-énekest Patocska Olivért is. Több televíziós műsor, valamint a napilapok és magazinok egyre gyakoribb szereplője. 2024-ben megkezdi akusztikus koncertsorozatát. 2025-ben Zámbó Jimmy - Emlékdíjat kapott. Még ez év áprilisában egy 4 állomásos koncertturnéval hódította meg Kanadát – torontói és montreali fellépésein is vastaps fogadta lenyűgöző hangját. 

## Diszkográfia
- Miért félnék álmodni (2024) EP
- Telihold (2024) EP
- Te és én (2024) EP
- Élj szabadon (2024) Nagy Házibuli Lemez
- Csillagok közt élsz (2025) EP